# Tallinna JK Legion
O Tallinna Jalgpalli Klubi Legion ou simplesmente TJK Legion, ou ainda, Legion, é um clube de futebol sediado em Tallinn, capital da Estônia. Em 4 de janeiro de 2008, Tallinna Jalgpalli Klubi e Tallinna SK Legion se fundiram para fundar o clube. O Legion também tem uma equipe de reserva, chamada Tallinna JK Legion II.

## Títulos

### Nacionais

#### Ligas domésticas
| Nacionais | Nacionais               | Nacionais | Nacionais  |
|           | Competições             | Títulos   | Temporadas |
| --------- | ----------------------- | --------- | ---------- |
| Estónia   | II liiga (4ª Divisão)   | 1         | 2017       |
| Estónia   | Esiliiga B (3ª Divisão) | 1         | 2018       |
| Estónia   | Esiliiga (2ª Divisão)   | 1         | 2019       |

### Categorias de base
- Taça Gothia (1): 2014